# 베냉의 행정 구역

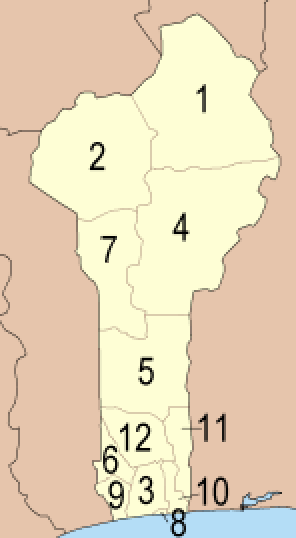
베냉의 행정 구역

베냉은 12개 주로 구성되어 있으며 이들 주는 다시 77개 지방 자치체로 나뉜다.
1. 알리보리주
2. 아타코라주
3. 아틀랑티크주
4. 보르구주
5. 콜린주
6. 쿠포주
7. 동가주
8. 리토랄주
9. 모노주
10. 우에메주
11. 플라토주
12. 주주

## 같이 보기
- ISO 3166-2:BJ